# Waris Dirie
Waris Dirie (født 1965 i Somalia) er en tidligere fotomodel og mannequin, nuværende forfatterinde og FN goodwill ambassadør mod kvindelig omskæring (kønslemlæstelse). I 2005 fik hun østrigsk statsborgerskab og bor i dag i New York, USA med sin mand og søn (Aleeke – 1997).

## Tidligt liv og kønslemlæstelse
Dirie blev født ind i en primitiv somalisk nomadestamme, hvor hendes hjem var en transportabel hytte af vævet græs. Som femårig blev hun holdt nede af sin mor, mens en ældre lokal kvinde skar hendes klitoris og skamlæber væk med et beskidt barberblad. En traumatisk oplevelse beskrevet i hendes autobiografi. Efter de kvindelige kønsdele var smidt væk, blev hun syet stramt op med tornen fra et akacietræ et groft stykke tråd, således at kun et hul med en diameter på størrelse med en tændstik blev efterladt tilbage og hun efterfølgende næsten ikke kunne gå. "Jeg følte mig ikke komplet som kvinde. Nogle dage følte jeg mig så magtesløs" skrev hun senere. "Det foruroliger mig stadig når jeg tænker tilbage på det". Efter indgrebet som blev udført uden nogen form for bedøvelse, gik der infektion i såret og Dirie lå syg med feber i flere måneder. Om end hun selv overlevede indgrebet, så gjorde hendes søster og to kusiner det ikke efter lignede indgreb.
Om kønslemlæstelse skrev hun senere i hendes autobiografi Ørkenblomst:
"Det er hovedsagligt Gud, magt og kontrol. Det er hovedsagligt mænd der demonstrerer de er fysisk stærkere og de er kujoner og at de kan kontrollere dig ved at torturere dig. [...] Stammekrige, akkurat som praktiseringen af omskæring, forårsages af mænds selvhævdelse, egoisme og aggressivitet. Jeg hader at sige det, men det er sandt. [...] Hvis vi huggede deres ædlere dele af og slap dem løs, så kunne de måske for første gang forstå, hvad det er, de gør mod deres kvinder.”
Og i et interview med BBC:
"Jeg kæmper stadig hver eneste dag for at forstå hvorfor dette er sket for mig – denne onde og forfærdelige ting, for hvilken der ikke findes en grund eller forklaring – hvad de så end prøver at fortælle dig om religion eller renhed. Jeg kan ikke sige hvordan jeg føler det, hvor rasende det gør mig."
Som 13-årig flygtede Dirie fra Solmalia, efter at hendes far havde byttet hende væk til ægteskab med en 60-årig mand, mod selv at få fem kameler. Hun undslap ved at flygte. Først til en søster og tante i Mogadishu og dernæst videre til en onkel i Storbritannien. Da onklen ville tage hende med tilbage til Somalia, gemte hun sit pas så hun ikke kunne komme med. Derefter forblev hun illegalt i London hvor hun tjente til dagen og vejen ved at vaske op og skrubbe gulve i McDonalds indtil hun brød igennem som model.

## Modelkarriere
Ved et tilfælde blev hun opdaget af fotografen Terence Donovan, som lagde hendes ansigt på forsiden af 1987 Pirellikalenderen. Derfra tog hendes modelkarriere hurtig fart, med billeder for flere ledende designermærker og skønhedsprodukter, såsom Chanel og Revlon, sammen med flere andre topmodeller Cindy Crawford, Claudia Schiffer og Lauren Hutton – og I flere ledende modeblade: Elle, Glamour, Vogue og Marie Claire.
I 1987 spillede hun en rolle i bondfilmen The Living Daylights

## Humanitært arbejde
I 1997 stoppede Waris Dirie modelkarrieren for at koncentrere sig om arbejdet mod kønslemlæstelse, og Kofi Annan, daværende generalsekretær af FN, udnævnte hende til Specialambassadør for udryddelsen af kvindelige kønslemlæstelser.
Hendes autobiografi Ørkenblomst, som fortæller historien om hendes egen opvækst og lemlæstelse, er blevet oversat til mange sprog – inkl. dansk – og toppet den europæiske bestsellerliste,.
I 2007 blev hun tildelt den franske hædersbemærkning æreslegionen (Chevalier de la Légion d'honneur) i anerkendelse af hendes humanitære arbejde og kampen mod kvindelig kønslemlæstelse, og den svejtsiske Prix de Generations af World Demographic Association for hendes engagement for de yngre generationer og kampen mod kvindelig kønslemlæstelse.
Waris Dirie står nu bag hendes egen organisation The Waris Dirie Foundation til bekæmpelse af kvindelig kønslemlæstelse. Organisationen baseret i Wien, har siden 2002 arbejdet med egne projekter i Somalia, Senegal og Sudan